# یانوش گالولگی
یانوش گال‌وُلگی (مجاری: János Gálvölgyi؛ زادهٔ ۲۶ مهٔ ۱۹۴۸) کمدین و بازیگر اهل مجارستان است.
از فیلم‌ها یا مجموعه‌های تلویزیونی که وی در آن‌ها نقش داشته‌است می‌توان به عنکبوت آبی اشاره نمود.
وی همچنین برندهٔ جوایزی همچون جایزه کشوت شده‌است.